# Riele Downs
Riele Downs (Toronto, Ontario; 8 de julio de 2001) es una actriz canadiense. Es conocida por su papel de Charlotte en la serie de televisión de Nickelodeon Henry Danger, y por su papel de Faith Sullivan en la película de 2013 The Best Man Holiday.

## Vida y carrera
Downs nació el 8 de julio de 2001. Ella ha indicado que tiene "alguna experiencia con el baile".
Downs comenzó a actuar cuando tenía 3 años y consiguió su primer papel en la película Four Brothers interpretando el papel de Amelia Mercer. Apareció en A Russell Peters Christmas Special en 2013. En 2014, apareció en las películas para televisión Fir Crazy y The Gabby Douglas Story.
En 2014, Downs fue elegida para su primer papel protagónico, en la serie de televisión de Nickelodeon Henry Danger, interpretando el papel de Charlotte, que es la mejor amiga de Henry. En el 2017 coprotagonizó con Lizzy Greene la película para televisión de Nickelodeon Tiny Christmas.

## Filmografía
| Year      | Title                                      | Role                         | Notes                        |
| --------- | ------------------------------------------ | ---------------------------- | ---------------------------- |
| 2005      | Four Brothers                              | Amelia Mercer                | Film                         |
| 2008      | ReGenesis                                  | Young Jamila Thompson        | Episode: "Bloodless"         |
| 2009      | 'Da Kink in My Hair                        | Shawnee                      | Episode: "Forced Ripe Mango" |
| 2010      | Rookie Blue                                | Little Girl                  | Episode: "Fresh Paint"       |
| 2010      | Made... The Movie                          | Karinna                      | Television film              |
| 2010      | Peep and the Big Wide World                | Baby Ant / Bunny 2 / Bunny 5 | 2 episodes                   |
| 2013      | The Best Man Holiday                       | Faith                        | Film                         |
| 2014      | The Gabby Douglas Story                    | Arielle                      | Television film              |
| 2014      | Ruby Skye P.I.: The Maltese Puppy          | Kat                          | Film                         |
| 2014–2020 | Henry Danger                               | Charlotte                    | Main role                    |
| 2015      | Nickelodeon's Ho Ho Holiday Special        | Sheila                       | Television special           |
| 2017      | Nickelodeon's Not So Valentine Special     | Riele/Vanessa                | Television special           |
| 2017      | Nickelodeon's Sizzling Summer Camp Special | Dale                         | Television special           |
| 2017      | Tiny Christmas                             | Emma                         | Television film              |
| 2018      | The Adventures of Kid Danger               | Charlotte                    | Main voice role              |
| 2019      | All That                                   | Herself                      | Episode 1105                 |

## Premios y nominaciones
| Año  | Otorgar                         | Categoría                                | Trabajo      | Resultado | Refs  |
| ---- | ------------------------------- | ---------------------------------------- | ------------ | --------- | ----- |
| 2020 | Nickelodeon Kids' Choice Awards | Estrella de televisión femenina favorita | Henry Danger | Nominada  | [ 8 ] |